# Parc national de Lar
Le parc national de Lar est un parc national du nord de l'Iran, situé dans la chaîne de l'Elbourz.